# Palm Coast (Florida)
Palm Coast ist eine Stadt im Flagler County im US-Bundesstaat Florida mit 89.258 Einwohnern (Stand: Volkszählung 2020). 

## Geographie
Palm Coast liegt am Intracoastal Waterway in unmittelbarer Küstennähe des Atlantiks. Die Stadt grenzt im Westen an die Stadt Bunnell und liegt etwa 60 Kilometer südlich von Jacksonville.

## Demographische Daten
Laut der Volkszählung 2010 verteilten sich die damaligen 75.180 Einwohner auf 35.058 Haushalte. Die Bevölkerungsdichte lag bei 572,1 Einw./km². 79,9 % der Bevölkerung bezeichneten sich als Weiße, 12,7 % als Afroamerikaner, 0,3 % als Indianer und 2,5 % als Asian Americans. 2,1 % gaben die Angehörigkeit zu einer anderen Ethnie und 2,5 % zu mehreren Ethnien an. 10,0 % der Bevölkerung bestand aus Hispanics oder Latinos.
Im Jahr 2010 lebten in 29,2 % aller Haushalte Kinder unter 18 Jahren sowie 39,7 % aller Haushalte Personen mit mindestens 65 Jahren. 73,0 % der Haushalte waren Familienhaushalte (bestehend aus verheirateten Paaren mit oder ohne Nachkommen bzw. einem Elternteil mit Nachkomme). Die durchschnittliche Größe eines Haushalts lag bei 2,51 Personen und die durchschnittliche Familiengröße bei 2,88 Personen.
23,6 % der Bevölkerung waren jünger als 20 Jahre, 20,1 % waren 20 bis 39 Jahre alt, 25,4 % waren 40 bis 59 Jahre alt und 30,8 % waren mindestens 60 Jahre alt. Das mittlere Alter betrug 45 Jahre. 47,8 % der Bevölkerung waren männlich und 52,2 % weiblich.
Das durchschnittliche Jahreseinkommen lag bei 48.594 $, dabei lebten 13,7 % der Bevölkerung unter der Armutsgrenze.
Im Jahr 2000 war Englisch die Muttersprache von 87,66 % der Bevölkerung, spanisch sprachen 6,48 % und 5,86 % hatten eine andere Muttersprache.

## Sehenswürdigkeiten
Die Mala Compra Plantation Archeological Site und der Washington Oaks Historic District sind im National Register of Historic Places gelistet.

## Verkehr
Das Stadtgebiet wird von der Interstate 95, dem U.S. Highway 1 (SR 5) sowie der Florida State Road 100 durchquert. Außerdem tangiert die Güterbahnstrecke der Florida East Coast Railway die Stadt. Der nächste Flughafen ist der Daytona Beach International Airport (rund 35 km südlich).